# Philippa Black
Philippa Margaret Black CNZM (* 26. November 1941 in Neuseeland) ist eine neuseeländische Geologin und Hochschullehrerin. Sie war Professorin für Geologie an der University of Auckland und war die erste Präsidentin der Royal Society Te Apārangi.

## Leben und Werk
Black besuchte in den 1950er Jahren die New Plymouth Girls’ High School, an der einmal pro Woche Lehrer von der Boys’ High School Chemie- und Physikunterricht erteilten. Sie studierte an der University of Auckland, wo sie 1964 ihren Master-Abschluss mit der Arbeit Igneous and metamorphic rocks from Tokatoka, Northland erhielt. 1967 promovierte sie an der University of Auckland mit der Dissertation Petrology of the Cuvier and Paritu Plutons and their metamorphic Aureoles.
1986 wurde sie zur Professorin für Geologie an der University of Auckland ernannt und leitete 15 Jahre lang die Geologieabteilung. Sie erhielt 2004 in Geschichte einen weiteren Master-Abschluss mit der Arbeit Cornishmen and convicts: mining and European settlement of the Diahot, northern New Caledonia.
Black wurde zum Mitglied der Royal Society of New Zealand ernannt und war von 1993 bis 1997 die erste Präsidentin. 
Sie veröffentlichte Arbeiten zur Geologie von Northland und Neukaledonien und forschte in den Bereichen Mineralogie, Petrologie und Gesteinseigenschaften.

## Auszeichnungen (Auswahl)
- 1983: Fellow of the Royal Society Te Apārangi
- Fellow of the Mineralogical Society of America
- 1996: Companion of the New Zealand Order of Merit
- 2017: von der Royal Society Te Apārangi zu einer der 150 Frauen in 150 Worten gewählt